# Второй фронт (альбом)
«Второй фронт» — дебютный студийный альбом советской рок-группы «Агата Кристи», выпущенный в 1988 году как магнитоальбом. Через 9 лет альбом был впервые официально издан на компакт-дисках.

## Об альбоме
Это первый официальный альбом в дискографии группы, хотя до него было несколько малоизвестных, которые сами музыканты считают неудачными. Альбом был записан ещё до даты возникновения группы. В его записи ещё не принимал участия Глеб Самойлов (хотя его тексты и музыка в альбоме использованы, и в качестве полноправного участника творческого коллектива он присутствует на фотографиях к альбому).
Песни альбома «Инспектор По…» и «Пантера» были перезаписаны и включены в следующий альбом — «Коварство и любовь». Наибольшую известность среди прочих песен приобрели композиции «Пантера» и «Гномы-каннибалы».

## Хронология выпуска
| Регион  | Дата | Лейбл         | Форматы | Каталог         |
| ------- | ---- | ------------- | ------- | --------------- |
| СССР    | 1988 | нет           | CS      | нет             |
| Россия  | 1997 | Tutti Records | CD      | ETR 025, 10     |
| Россия  | 1997 | Extraphone    | CD      | Ex 97031        |
| Россия  | 1997 | Extraphone    | CS      | Ex 97031        |
| Россия  | 2008 | Стиль Рекордс | CD      | СР-088-01       |
| Украина | 2008 | Стиль Рекордс | CD      | нет             |
| Россия  | 2013 | Bomba Music   | LP      | BoMB 033-842 LP |
| Россия  | 2014 | Bomba Music   | LP      | ET 025          |

## Список композиций
| №   | Название            | Текст песни                   | Музыка                           | Длительность |
| --- | ------------------- | ----------------------------- | -------------------------------- | ------------ |
| 1.  | «Инспектор По…»     | Вадим Самойлов                | Александр Козлов, Вадим Самойлов | 2:45         |
| 2.  | «Гномы-каннибалы»   | Глеб Самойлов                 | Глеб Самойлов                    | 3:59         |
| 3.  | «Пантера»           | Вадим Самойлов                | Вадим Самойлов                   | 3:19         |
| 4.  | «Неживая вода»      | Глеб Самойлов                 | Глеб Самойлов                    | 3:04         |
| 5.  | «Ты уходишь»        | Вадим Самойлов                | Глеб Самойлов, Вадим Самойлов    | 4:18         |
| 6.  | «Коммунальный блюз» | Вадим Самойлов                | Александр Козлов                 | 3:15         |
| 7.  | «Чёрные волки»      | Вадим Самойлов                | Вадим Самойлов                   | 2:41         |
| 8.  | «Пинкертон»         | Глеб Самойлов                 | Глеб Самойлов                    | 3:17         |
| 9.  | «Второй фронт»      | Глеб Самойлов, Вадим Самойлов | Александр Козлов                 | 4:35         |
| 10. | «Телесудьбы»        | Вадим Самойлов                | Александр Козлов                 | 3:45         |
| 11. | «Post Scriptum»     |                               | Александр Козлов, Вадим Самойлов | 1:07         |

### Бонусы переиздания 2008 года
| №   | Название                                           | Текст песни    | Музыка                        | Длительность |
| --- | -------------------------------------------------- | -------------- | ----------------------------- | ------------ |
| 12. | «Наша правда»                                      | Вадим Самойлов | Вадим Самойлов                | 3:13         |
| 13. | «Крысы в белых перчатках»                          | Вадим Самойлов | Глеб Самойлов, Вадим Самойлов | 4:01         |
| 14. | «Гномы-каннибалы (live @ ДC "Лужники", Москва'03)» |                |                               | 3:56         |

## Участники записи
- Вадим Самойлов — вокал, все гитары, клавишные, запись и звук
- Александр Козлов —  клавишные, крики в хоре
- Пётр Май — барабаны, крики в хоре
- Александр Кузнецов — бас-гитара, крики в хоре, запись и звук
- Владимир Махаев — бэк-вокал («Телесудьбы»)

## Технический персонал
- Звук, запись — Вадим Самойлов и Александр Кузнецов
- Запись произведена в аудитории № 237 на Радиотехническом факультете Уральского политехнического института в г. Свердловске, 20-24 декабря 1987 г. и 4-8 января 1988 г.
- Альбом восстановлен Александром Кузнецовым на Студий TUTTI Records с 26 мая по 6 июня 1997.
- Вадим Самойлов — Ремастеринг, 2007 г.
- «Студией Артемия Лебедева» — Редизайн, 2007 г.

## Интересные факты
- По словам музыкантов песни «Неживая вода» и «Пинкертон» писались «на измор» с огромным количеством дублей — до тех пор, пока это количество не переходило в качество.
- Песню «Неживая вода» Глеб написал в детстве.
- Сам альбом группа посчитала неудачным. Однако коллеги музыкантов, в частности Владимир Шахрин и Александр Пантыкин, этот альбом восприняли очень тепло.
- На 3-м фестивале Свердловского рок-клуба 16 октября 1988 г. группой была исполнена песня «Родной завод», которая по неизвестным причинам нигде не была выпущена.
- Также в 1988 году на своих концертах группа исполняла песни «Мой коллектив», «Боже, я должен убить» и «Взгляд на историю», в которой был проигрыш из песни «Viva Kalman!» (позже Глеб Самойлов в 2010 году в документальном фильме «Эпилог» признается что проигрыш к песне «Viva Kalman!» придумал он). Ни одна из этих песен не была выпущена.
- Изначально альбом был выпущен на CD только в 1997 году в серии «Антология уральского рока» под номером 10. На допечатках и последующих переизданиях альбома указание на серию «Антология уральского рока» отсутствует.
- На композиции «Телесудьбы» в качестве бэк-вокалиста участвовал солист арт-рок-группы «Встречное движение» Владимир Махаев.